# 고승효
고승효(高昇孝, 1929년 9월 21일~1994년 7월 19일)는 한국의 경제학자이다.

## 저서
- '현대조선의 농업정책' 사회과학선서 미네르바서방 1971
- '한국사회주의경제론' 일본평론사 1973
- '한국사회주의의 이론' 신센샤 1978
- 『현대조선경제입문』신센샤 1989

### 공저
- 「현대의 사회주의」기 하라 마사오 공저 아오키 서점 1969

### 번역
- 한국과학원 경제법학연구소편 '조선의 사회주의 기초건설' 김광지 공역 신 일본 출판사 1962